# Cissus clematidea
Cissus clematidea là một loài thực vật hai lá mầm trong họ Nho. Loài này được (F.Muell.) Planch. miêu tả khoa học đầu tiên năm 1887.